# Dermorfina

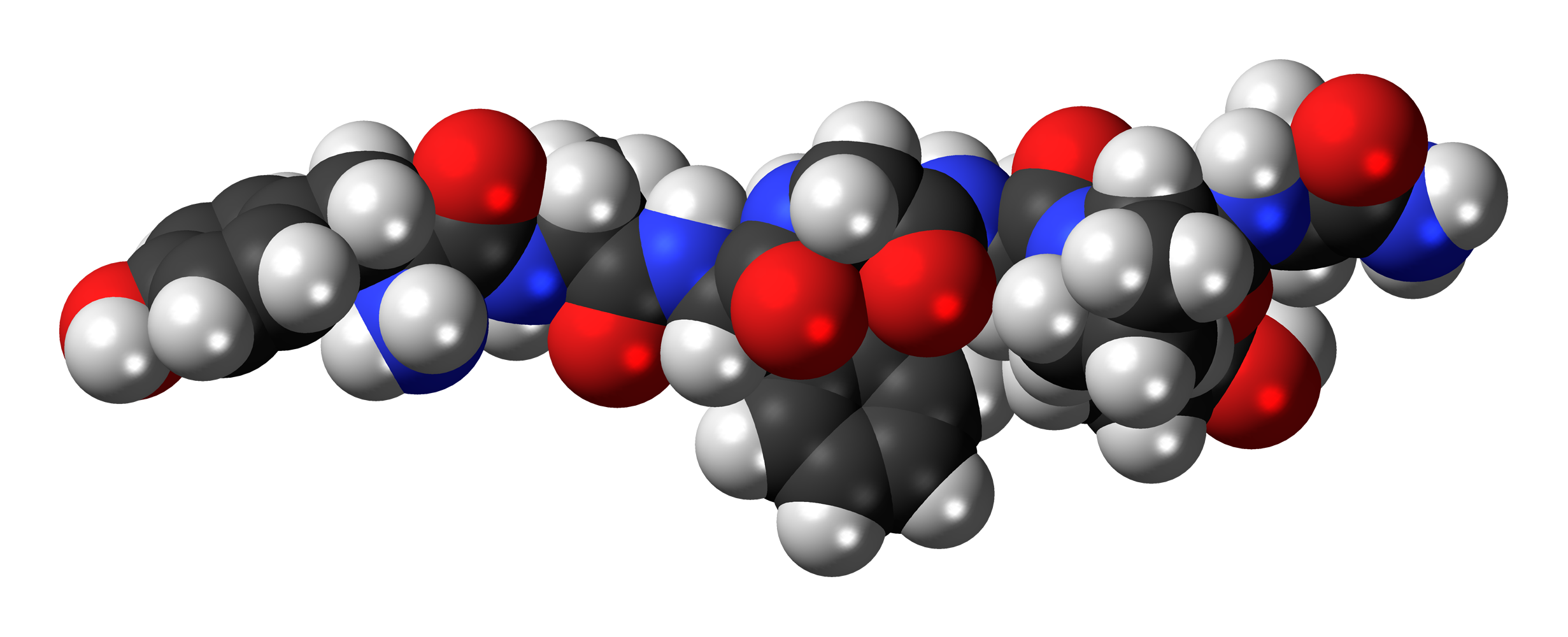
Ilustración 3D de la Demorfina

La dermorfina es un hepta péptido con propiedades analgésicas en roedores y primates. La dermorfina, junto a otros péptidos como la deltorfina, es naturalmente producida por algunas ranas como la Phyllomedusa bicolor y Phyllomedusa sauvagei para protegerse de la colonización de microorganismos exógenos. Sus moléculas son parecidas a los opiáceos:
- Estructura de la dermorfina: H-Tir-D-Ala-Fe-Gli-Tir-Pro-Ser-NH2
- Fórmula química: C40H50N8O10
- Peso molecular: 802,9 g/mol

## Uso tradicional
El pueblo Katukina del estado de Acre, Brasil, es un pueblo que utiliza el veneno de la rana kambô (Phyllomedusa bicolor) como medicina para muchas enfermedades, considerándose a la "leche" que secreta esta rana como un poderoso estimulante del sistema inmune, entre otras virtudes.
Los Katukina se consideran dueños ancestrales del conocimiento acerca de las propiedades medicinales del kambô (dermorfina) y su aplicación forma parte de la práctica cultural contemporánea de sus líderes espirituales o pajés (curanderos tradicionales).